# Prawo żywnościowe
Prawo żywnościowe – przepisy ustawowe, wykonawcze i administracyjne regulujące sprawy żywności. Definicja ta obejmuje wszystkie etapy produkcji, przetwarzania i dystrybucji żywności oraz paszy produkowanej dla zwierząt hodowlanych lub używanej do żywienia zwierząt hodowlanych.